# Saint-Bruno (Quebec)
Saint-Bruno es un municipio canadiense situado en la provincia de Quebec.

## Superficie
Saint-Bruno tiene una superficie de 77,86 km².

## Demografía
En 2021, tenía 2902 habitantes, una densidad poblacional de 37,3 hab./km², y 1269 viviendas.